# اليوم السابع
اليوم السابع هي جريدة مصرية يومية. صدر العدد الأول منها في أكتوبر 2008 وذلك بشكل أسبوعي ومن 31 مايو 2011 بدأت بالصدور بشكل يومي. والجريدة سياسية اقتصادية منوعة، أسسها وليد مصطفى وهو رجل أعمال مصري. رئيس مجلس الإدارة: أكرم القصاص ، ورئيس التحرير: علا الشافعي، ويقع مقر الجريدة الرسمي في حي المهندسين في الجيزة، مصر.
وفقا لتقارير إعلامية سنة 2017، يصل توزيع جريدة اليوم السابع إلى أكثر من عشرة آلاف نسخة يوميا في العام. وكان رجل الأعمال أحمد أبو هشيمة المستثمر الرئيسي في اليوم السابع مع نهاية عام 2012، وكان رجل الأعمال علاء الكحكي مالك شبكة قنوات النهار أحد أبرز المستثمرين في اليوم السابع كذلك. تملك شركة إعلام المصريين الآن جريدة اليوم السابع إضافة إلى عدد كبير من القنوات والصحف والمواقع الالكترونية، والشركة الأم لشركة إعلام المصريين هي إيجل كابيتال والتي تعود ملكيتها إلى جهة حكومية سيادية، على الأرجح المخابرات العامة، وفقا لمراسلون بلا حدود.

## الموقع الإلكتروني
موقع اليوم السابع أو البوابة الإخبارية الإلكترونية لجريدة اليوم السابع يعتبر من أكثر 10 مواقع يزورها المصريون طبقًا لموقع أليكسا، فالموقع يحتل المرتبة رقم 3 اعتبارًا من يوليو 2019. يقدم الموقع خدمات إخبارية، وتغطيات، ومساحة للكتابة وعرض الآراء، ويقدم خدمة البريد الإلكتروني.

## التقييم
بناء على تقييم 33 خبر من موقع اليوم السابع في شهر يونيو 2019، احتل اليوم السابع المركز قبل الأخير بين المواقع الإخبارية العشرة الأكثر شهرة في مصر، وذلك وفقا للمرصد الإعلامي «أخبار ميتر». وكانت أكثر الأخطاء التي تم ارتكابها في الأخبار هي عدم نسب الصور لمصدرها، وعدم مناسبتها للمحتوى المكتوب، وإغفال جوانب وتفاصيل جوهرية. ووفقا لنفس التقييم، حل اليوم السابع في المركز الأول في فبراير 2020، إلا أنه تراجع للمركز السادس في الشهر التالي.

## انتقادات
وفقا لـ«مراسلون بلا حدود»، منذ أحداث 30 يونيو 2013، بات توجه الجريدة شديد الدعم لكل سياسات النظام الذي بدأ التشكل بقيادة وزير الدفاع آنذاك عبد الفتاح السيسي، ولاحقا في 2017 أعلن رئيس تحرير الجريدة أنه يعمل على تنفيذ شعار الرئيس السيسي المتمثل في تثبيت الدولة، وأنه «لن يخون الرئيس السيسي أبدا». على الرغم من ذلك، تقول جريدة اليوم السابع أنها ليس لها انتماءات سياسية أو حزبية أو عقائدية أو مذهبية أو طائفية.

## وصلات خارجية
- الموقع الرسمي